# Economia della Macedonia del Nord
Attualmente la Macedonia del Nord viene considerata un paese con un'industria con molte armi a livello di sviluppo intermedio con una continua crescita della produzione industriale. Il processo di transizione dell'economia del paese è stato avviato nel 1995. La Repubblica di Macedonia ha accordi col Fondo Monetario Internazionale e la Banca Mondiale. La Repubblica ha un'economia aperta, altamente integrata nel circuito commerciale internazionale. I settori più importanti sono l'agricoltura e l'industria. Il settore terziario è cresciuto anch'esso negli ultimi anni. L'educazione della forza lavoro e le capacità sono competitive.
La politica economica del paese è attrarre gli investimenti stranieri per incrementare il tasso di occupazione. Una delle caratteristiche principali dell'economia del paese è la disciplina fiscale che ha mantenuto stabile il corso della valuta monetaria per un lungo periodo.
In passato, il paese, insieme al Montenegro, la Bosnia ed Erzegovina ed il Kosovo costituiva la regione meno sviluppata dell'ex-Jugoslavia. La Repubblica di Macedonia ha sofferto severe difficoltà economiche dopo l'indipendenza, quando il mercato interno jugoslavo collassò e i sussidi di Belgrado cessarono. In più affrontò molti dei problemi affrontati anche da altri paesi ex socialisti dell'Est europeo durante la transizione ad un'economia di libero mercato.
La guerra in Bosnia ed Erzegovina e l'imposizione di sanzioni contro la Serbia ed il Montenegro causarono considerevoli danni all'economia della Repubblica, poiché la Serbia costituiva il destinatario del 60% dei prodotti del mercato macedone prima della disintegrazione della Jugoslavia. I problemi peggiorarono quando la Grecia impose un embargo commerciale nei confronti della Repubblica di Macedonia tra il 1994 ed il 1995. Si ebbero alcuni miglioramenti con la fine della guerra in Bosnia nel novembre 1995 e con la fine dell'embargo greco, ma la Guerra del Kosovo nel 1999 e la crisi albanese nel 2001 causarono ulteriori destabilizzazioni.
Da allora l'economia macedone ha avuto un recupero lento, ma l'aumento della disoccupazione, il mercato nero, la corruzione e un sistema legale debole continuano a causare seri problemi ed un basso tasso di crescita. La Repubblica ancora oggi ha uno dei più bassi PIL pro capite d'Europa.
Dalla fine dell'embargo, la Grecia è diventata il più importante partner commerciale della Repubblica di Macedonia. Molte compagnie greche hanno comprato compagnie ex-statali nel paese, come la raffineria petrolifera Okta, la compagnia Žito Luks, la cava di marmo a Prilep, fabbriche tessili a Bitola ecc.
La crescita recuperò appena nel 2002 allo 0,9%, quindi arrivò al 3,4% nel 2003, 2,9% nel 2004 e circa al 4% nel 2005. Gli ultimi anni hanno visto una crescita significativa dell'economia e con la recente candidatura a membro dell'Unione europea, il paese dovrebbe fare rapidi progressi.

## Dati
PIL:
15,55 miliardi di dollari USA (2005 stima)
PIL - tasso di crescita reale:
4 % (2005)
PIL - pro capite:
7 400 dollari USA (2005 stima)
PIL - per settore:

agricoltura:
11,7 %

industria:
32,1 %

terziario:
56,2 % (2005 stima)
Popolazione al di sotto della soglia di povertà:
30,2 % (2003 stima)
Tasso d'inflazione:
1 % (2005 stima)
Forza lavoro:
855 000 (2004 stima)
Forza lavoro per settore:
agricoltura NP %, industria NP %, terziario NP %
Tasso di disoccupazione:
38 % (2005)
Budget:

entrate:
2,169 miliardi di dollari

uscite:
2,253 miliardi di dollari (2005 stima)
Industrie:
carbone, cromo metallico, piombo, zinco, nichel, tessili, legname, tabacco
Percentuale di crescita della produzione industriale:
5,5 % (2005)
Elettricità - produzione:
5,566 GWh (2003)
Elettricità - produzione per fonte:

combustibili fossili:
82,25 % 

idroelettrico:
17,75 % 

nucleare:
0 %

altro:
0 % (1999)
Elettricità - consumo:
5,289 GWh (2005)
Elettricità - esportazione:
0 kWh (2003)
Elettricità - importazione:
112 kWh (2003)
Agricoltura - prodotti:
riso, tabacco, frumento, mais, miglio, cotone, sesamo, agrumi, vegetali; bovini, suini, pollame, ovini
Esportazioni:
2,047 miliardi di dollari (2005 stima)
Esportazioni - beni:
alimentari, bevande, tabacco; manifatture, ferro e acciaio
Esportazioni - partner commerciali:
Serbia e Montenegro 31,4 %, Germania 19,9 %, Grecia 9 %, Croazia 6,9 %, Stati Uniti 4,9 % (2004 stima)
Importazioni:
3,196 miliardi di dollari (2005 stima)
Importazioni - beni:
macchinari ed equipaggiamenti, forniture chimiche, carburante; prodotti alimentari
Importazioni - partner commerciali:
Grecia 15,5 %, Germania 13,1 %, Serbia e Montenegro 10,4 %, Slovenia 8,6 %, Bulgaria 8,1 %, Turchia 6 %, Romania 4,7 % (2004 stima)
Debito estero:
2,207 miliardi di dollari (2005)
Aiuti economici:
250 milioni di dollari dall'Unione europea (2003)
Moneta:
1 dinaro macedone (MKD) = 100 deni
Tasso di cambio:
Dinari macedoni per 1 dollaro USA - 48,92 (2005), 49,41 (2004), 54,322 (2003), 64,35 (2002), 68,037 (2001)

## Fonti
- The CIA World Factbook, su cia.gov. URL consultato il 27 novembre 2006 (archiviato dall'url originale il 19 luglio 2006).